# Nicodim (Vulpe)
Nicodim (rodným jménem: Ioan (Ion) Vasilievici Vulpe; * 4. září 1956, Chiperceni) je moldavský duchovní Moldavské pravoslavné církve a arcibiskup edineţský a bricenijský.

## Život
Narodil se 4. září 1956 v Chiperceni.
Navštěvoval střední školu ve své rodné obci. V letech 1974-1976 sloužil v řadách Sovětské armády. Roku 1977 nastoupil do Leningradského duchovního semináře a roku 1980 do Leningradské duchovní akademie. Dne 18. března 1981 byl arcibiskupem tichvinským Melitonem (Solovjovem) vysvěcen na diakona a 21. května byl arcibiskupem vyborským Kirillem (Gunďajevem) vysvěcen na presbytera.
Dne 8. června 1981 byl Vzdělávacím výborem Svatého synodu poslán k službě arcibiskupu kišiněvskému a moldavskému Jonafanu (Kopolovičovi). Dne 14. srpna byl jmenován představeným chrámu sv. Paraskevy v Kutuzově a 12. května 1982 chrámu sv. Michaela v Chiperceni. Na Velikonoce roku 1986 mu bylo uděleno právo nosit kamilavku (kněžský klobouk).
Dne 7. prosince 1987 byl jmenován pomocným děkanem chrámů v kišiněvského okresu. Dne 8. ledna 1988 byl povýšen na protojereje. Dne 1. března 1988 mu bylo uděleno právo nosit hůl a zdobený kříž. Dne 14. října se stal členem eparchiální rady. Dne 9. listopadu stejného roku mu bylo uděleno právo nosit mitru.
Dne 1. února 1989 byl jmenován správcem svatojiřského monastýru Capriana. Dne 8. prosince 1989 mu bylo uděleno právo sloužit liturgii s otevřenými královskými dveřmi až do modlitby Otče náš.
Dne 8. února 1990 se stal děkanem chrámů v Kišiněvu, Tiraspol, Tighině a v okresech Anenii Noi a Ialoveni.
Dne 24. srpna 1990 se stal představeným chrámu sv. Mikuláše v Orhei a 17. září získal druhý zdobený kříž.
Dne 24. srpna 1993 byl jmenován duchovním a administrátorem monastýru Narození Bohorodice v Curchi a 13. října se stal předsedou Publikační rady Moldavské pravoslavné církve.
Dne 28. května 1997 se stal členem Synodu Moldavské pravoslavné církve.
Dne 10. září 1999 byl jmenován děkanem chrámů v okresu Orhei.
Dne 23. ledna 2009 byl postřižen na monacha se jménem Nicodim k poctě svatého Nikodéma, žáka Krista. Postřih provedl biskup bălțijský a făleştijský Marchel (Mihăescu).
Dne 19. února 2009 byl metropolitou kišiněvským a celého Moldavska Vladimirem (Cantareanem) povýšen na igumena s právem nosit hůl a zdobený kříž a 7. dubna stejného roku byl povýšen na archimandritu.
Dne 10. října 2009 byl Svatým synodem jmenován členem Publikační rady Ruské pravoslavné církve.
Dne 24. ledna 2010 získal právo sloužit se žezlem.
Dne 24. prosince 2010 byl Svatým synodem vybrán za biskupa eparchie Edineţ a Briceni. Jmenování proběhlo o den později. Biskupská chirotonie proběhla 26. prosince a hlavním světitelem byl patriarcha Kirill.
Dne 16. května 2021 byl v chrámu Krista Spasitele v Moskvě patriarchou moskevským Kirillem povýšen na arcibiskupa.

## Řády a vyznamenání

### Církevní
- 1988 – Řád svatého knížete Vladimíra 3. třídy
- 1990 – Řád přepodobného Sergija Radoněžského 3. třídy
- 1995 – Řád svatého blahověrného knížete Daniela Moskevského 3. třídy
- 2000 – Řád svatého Innokentija Moskevského 3. třídy
- 2003 – Řád svatého Paisija Veličkovského 2. třídy
- 2004 – Řád svatého Štěpána Velikého 2. třídy
- 2006 – Řád přepodobného Serafima Sarovského 3. třídy
- 2008 – Patriarchální diplom
- 2011 – Řád svatého Innokentija Moskevského 2. třídy
- 2016 – Řád svatého Makaria Moskevského 2. třídy

### Světské
- 2000 – Řád pracovní slávy (Moldavsko)